# PALAIOS
PALAIOS est une revue scientifique bimestrielle consacrée à l'étude de l'impact de la vie sur l'histoire de la Terre, combinant les domaines de la paléontologie et de la sédimentologie. Elle est publiée par la Society for Sedimentary Geology, sise à Oklahoma, depuis sa création en 1986. Bien qu'il ne s'agisse pas d'un acronyme, le titre PALAIOS est écrit en majuscules.